# Церква Святої Параскеви (Радруж)
50°10′35″ пн. ш. 23°24′03″ сх. д. / 50.176467° пн. ш. 23.400928° сх. д.
Церква Святої Параскеви (пол. Cerkiew św. Paraskewy) — дерев'яна церква з XVI ст. в селі Радруж, що у Любачівському повіті, Підкарпатське воєводство, Польща.
21 червня 2013 року на 37-й сесії Комітету Світової спадщини ЮНЕСКО, що проходила у Камбоджі, Церква Святої Параскеви, разом з іншими дерев'яними церквами карпатського регіону Польщі і України, була включена у список світової спадщини ЮНЕСКО.

## Архітектура
Дерев'яна церква в селі Радруж, збудована в першій половині XVII ст. В ній бабинець і особливо неф мають форми, пропорції і конструкції такі ж, як і в Церкві Святого Духа в Потеличі. У цих церквах навіть всередині нефа конструкція наметів з прогонами, стояками та косяками однакова. Видно, що обидві церкви будувалися майстрами однієї школи і початкова форма покриття над вівтарем Святодухівської церкви була, мабуть, такою ж, як і в церкві св. Параскеви в Радружі, тобто у вигляді двосхилого даху і без бані. Такою ж є форма перекриття вівтаря Здвиженської церкви у Дрогобичі.
Церква св. Параскеви, 1580 р. Ранньої п галицького типу. Високий зруб квадратової нави завершений пірамідальним наметовим верхом з одним заломом. А бокові рамена вкриті двосхилими причілковими дахами. Церкву оточує опасання, оперте на стовпи з підкосами.
Джерело: Слободян В. Шедеври української сакральної дерев'яної архітектури.
Дерев'яна парафіальна церква св. Параскеви (1580 р.), тридільна у плані; нава триярусна, інші частини двоярусні. Оточена галереєю, покрита та ошальована гонтами. Всередниі — розписи 18 ст. Капітально реставрована в 1963–1965 рр. Дерев'яна дзвіниця 16..18 ст., каркасна, з галереєю, покрита і ошальована гонтами. При церкві є будинок дяка десь 16..18 ст.

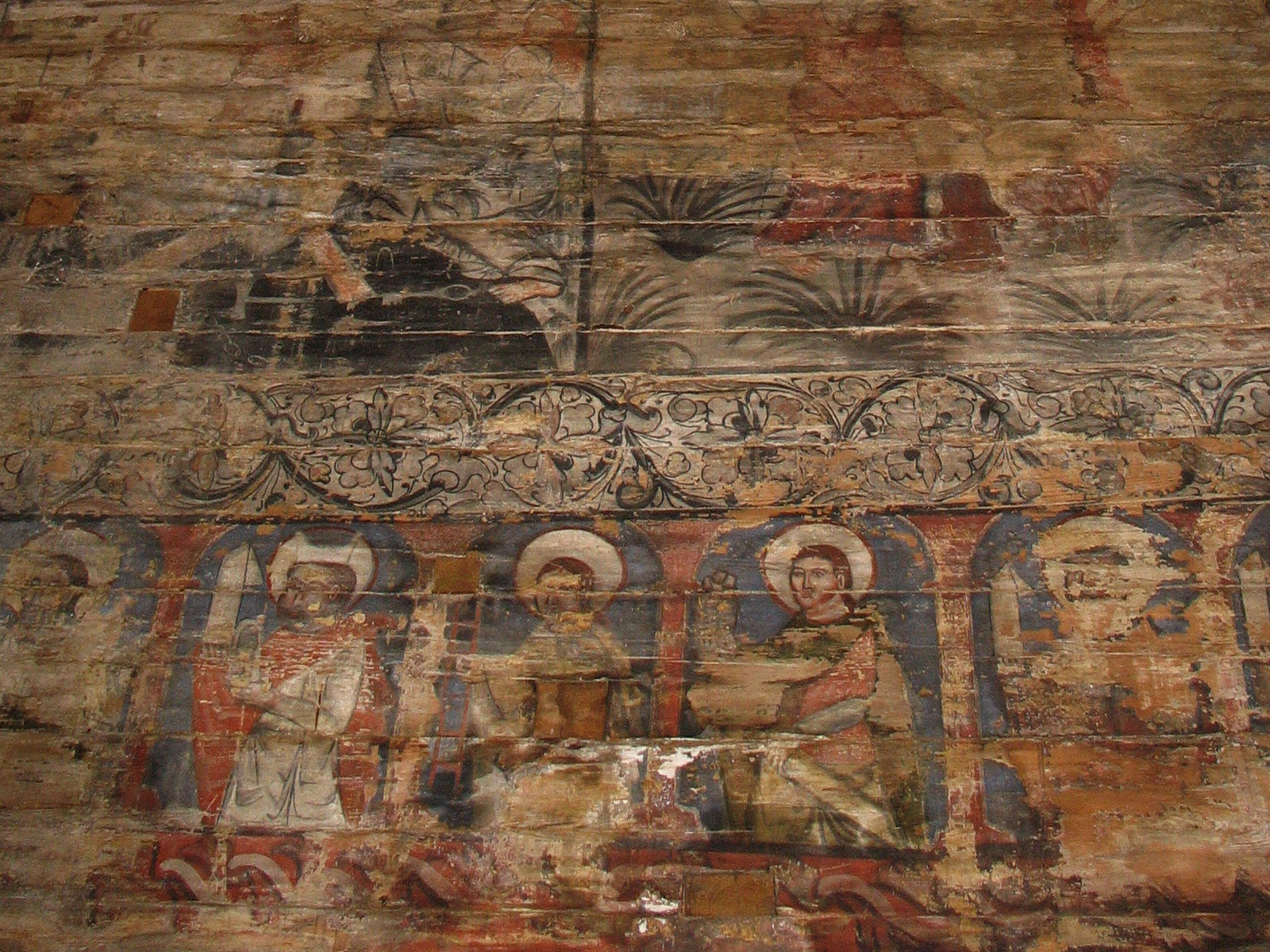
Поліхромія з 1648
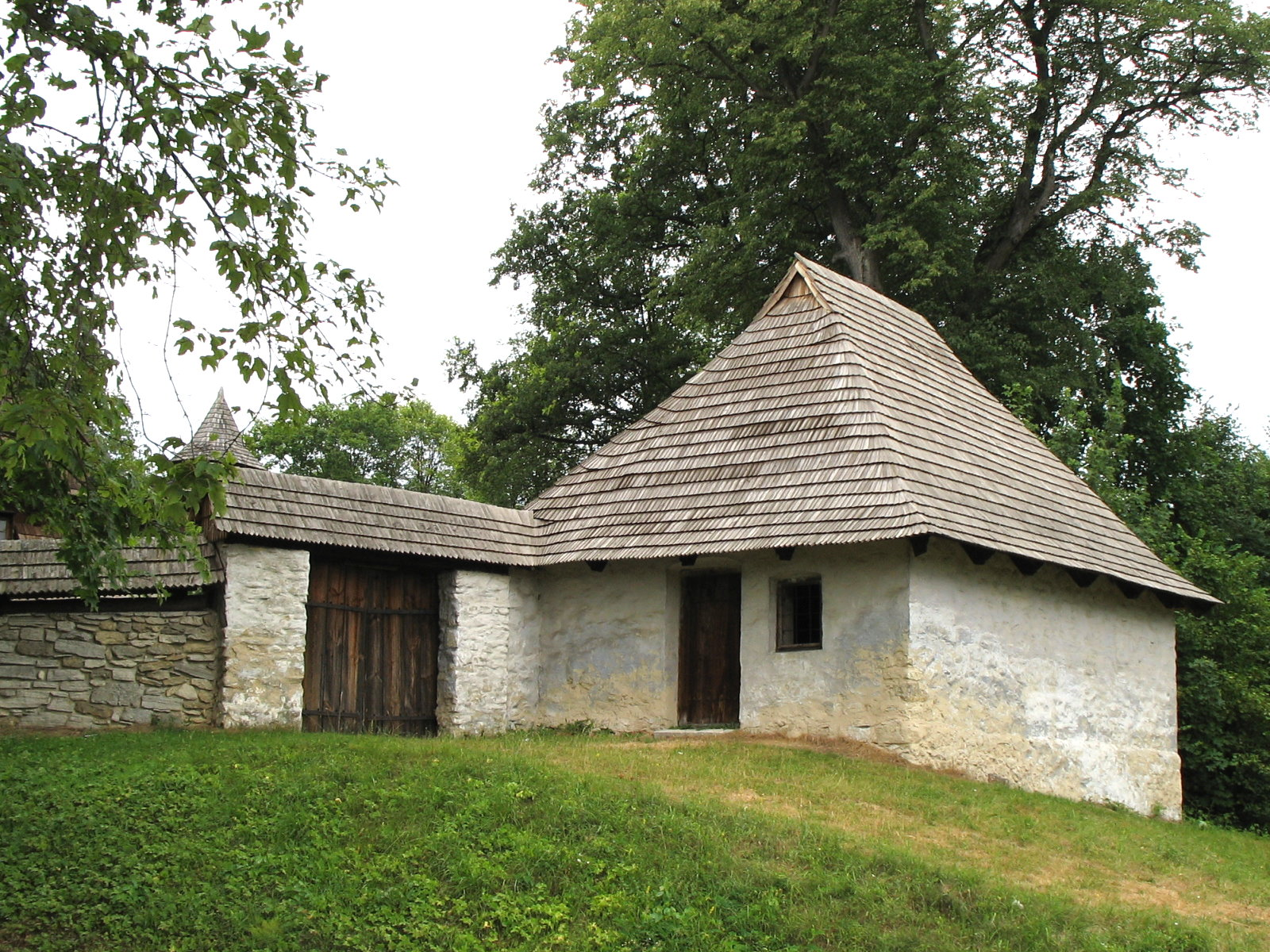
Дім дяка
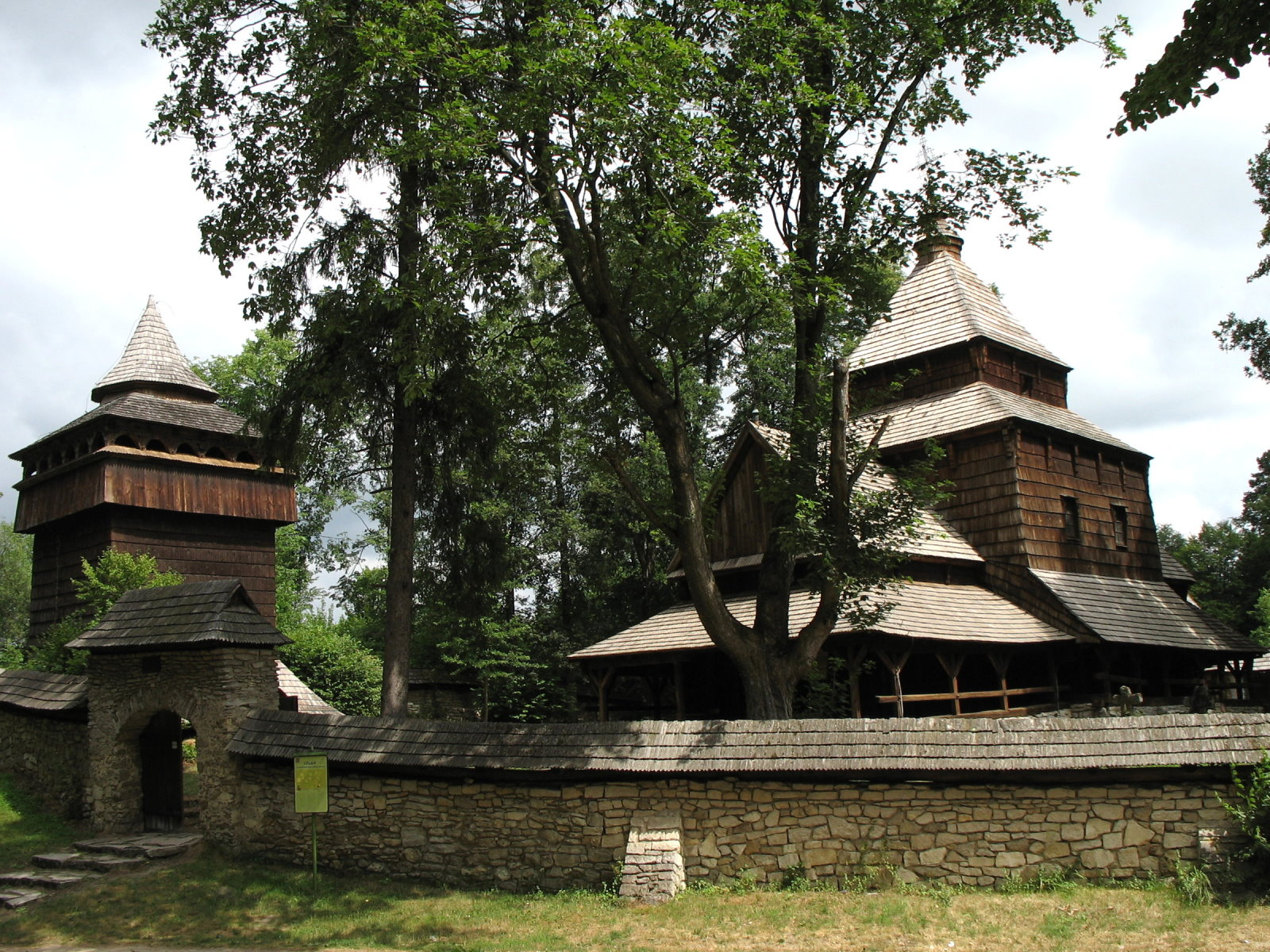
Панорама церкви
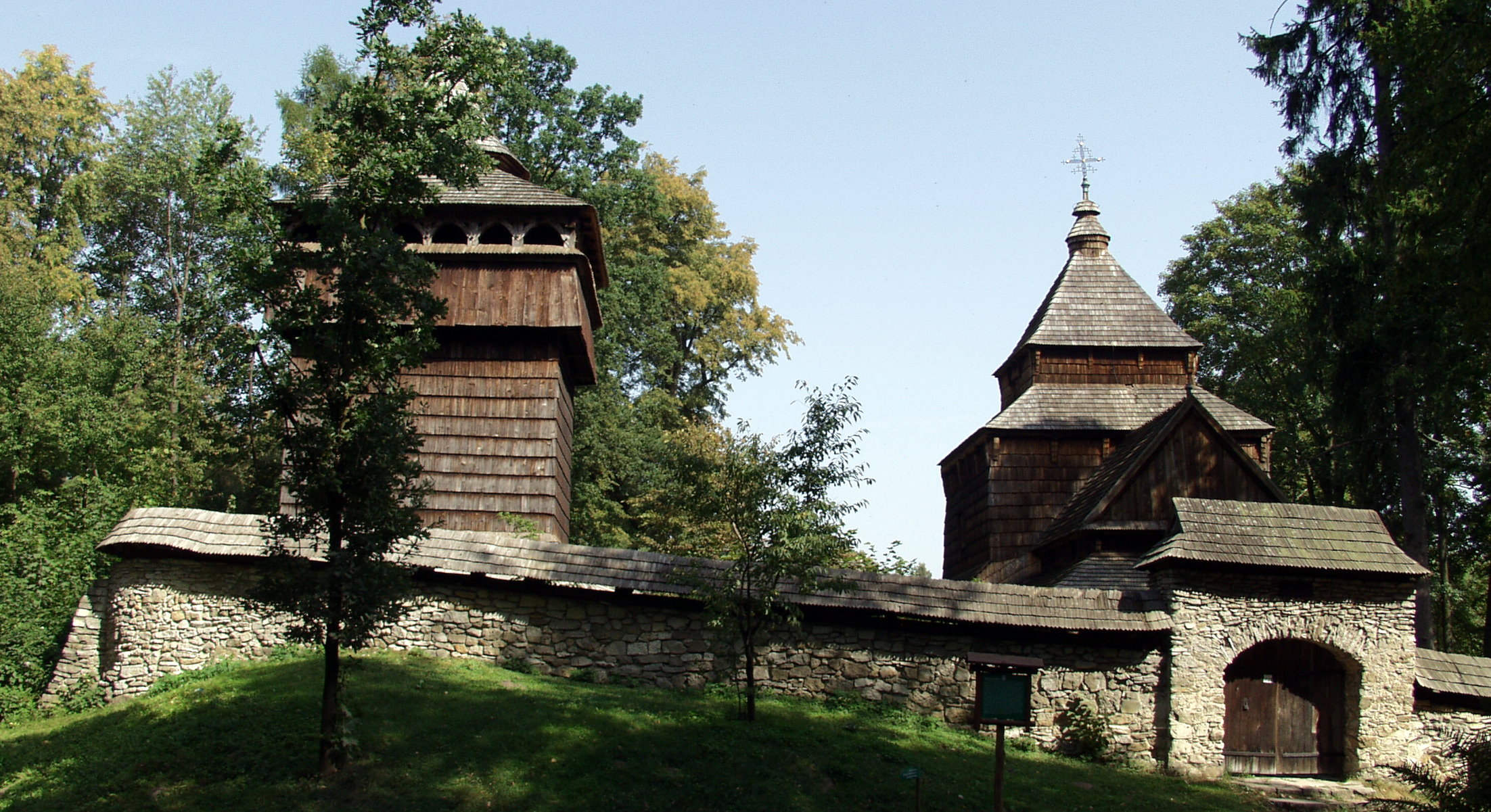
Панорама церкви
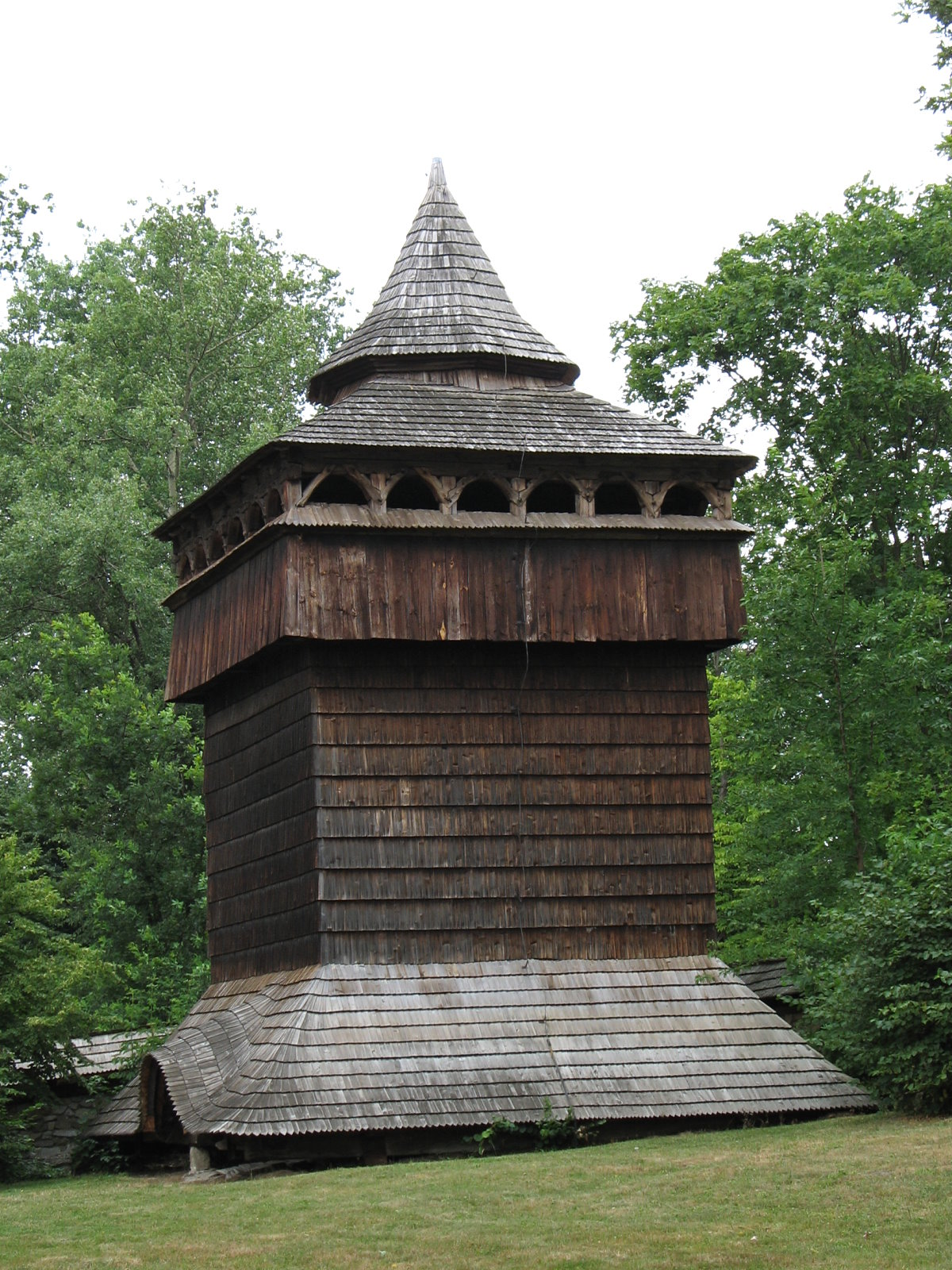
Дзвіниця
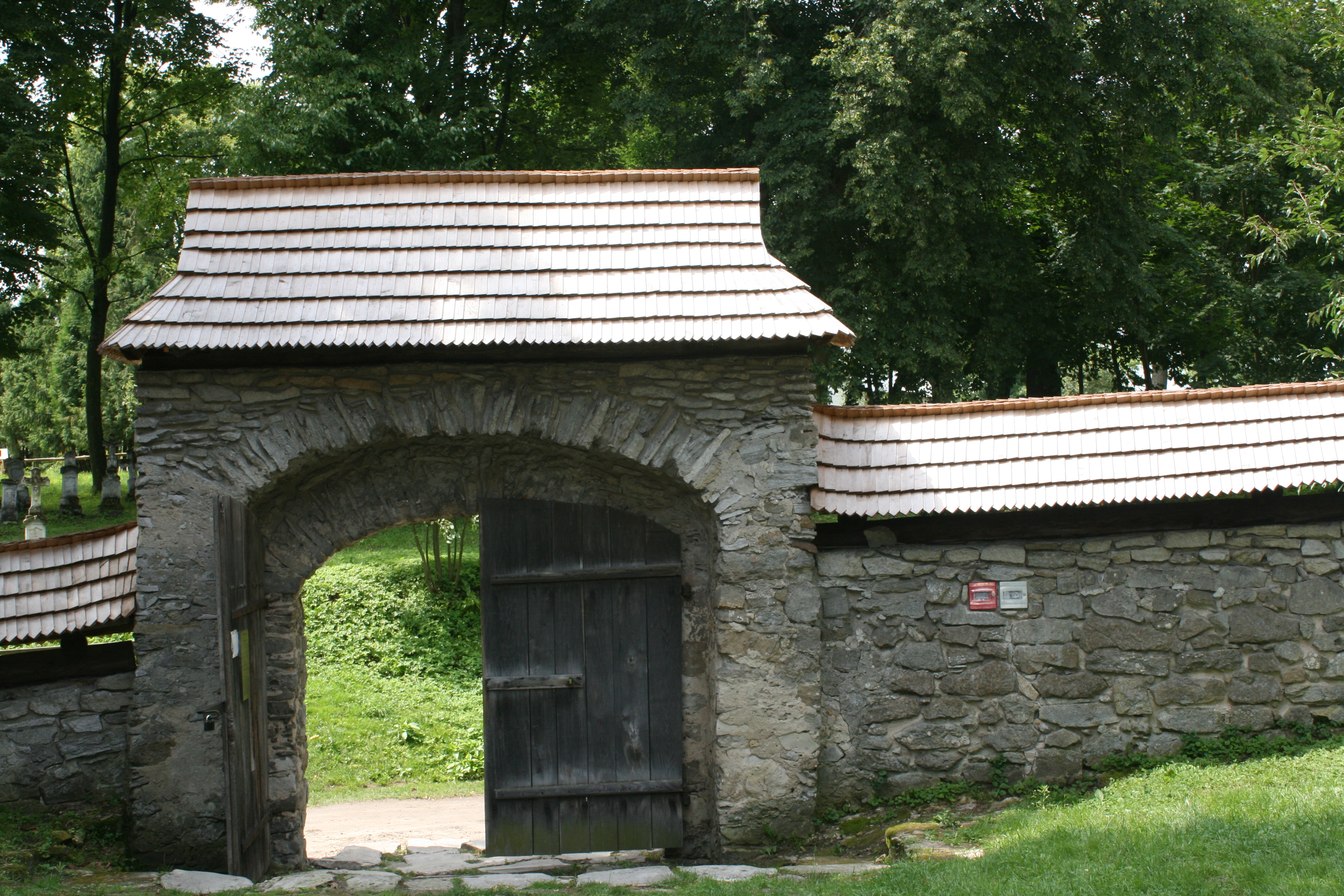
Вхідна брама
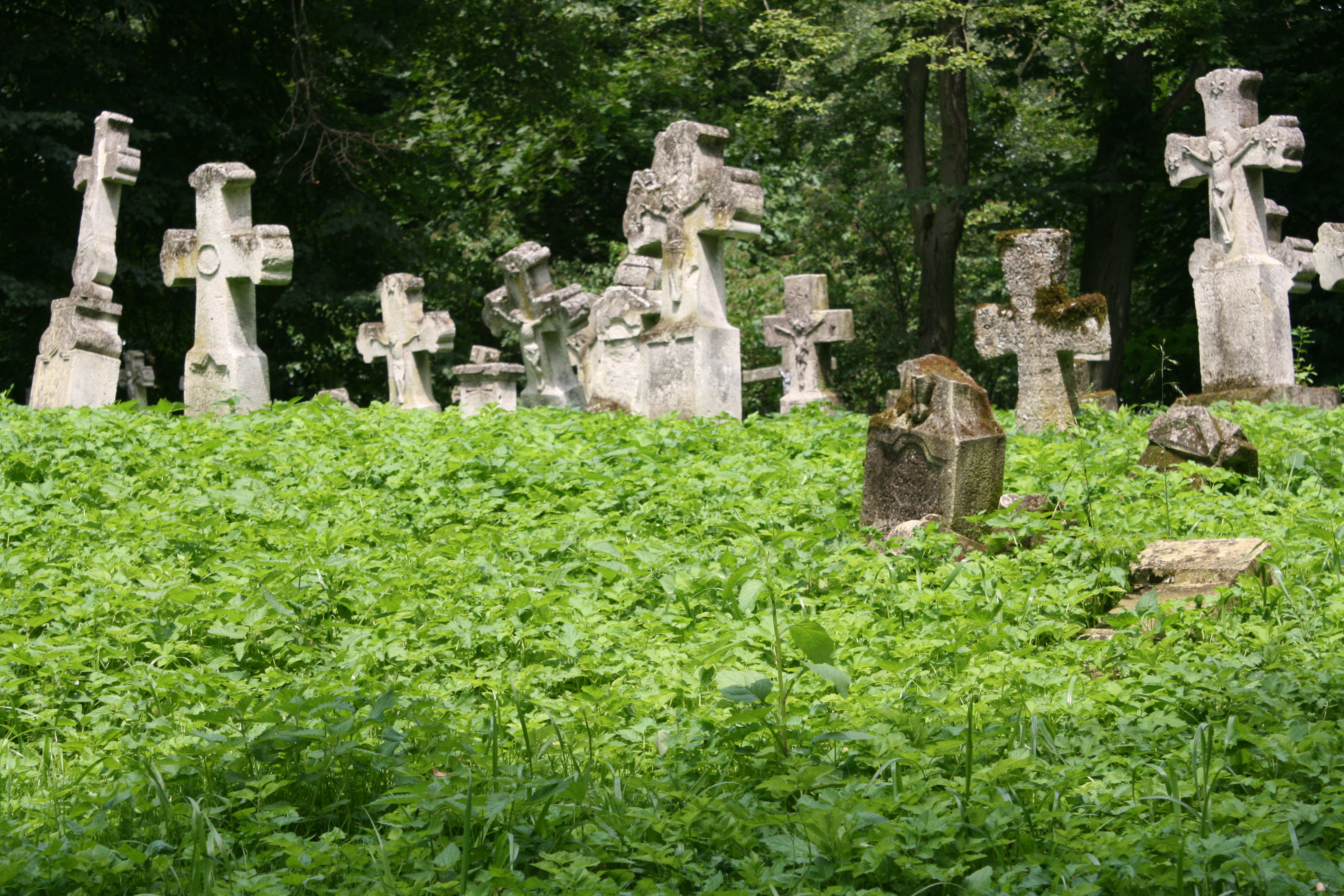
Цвинтар
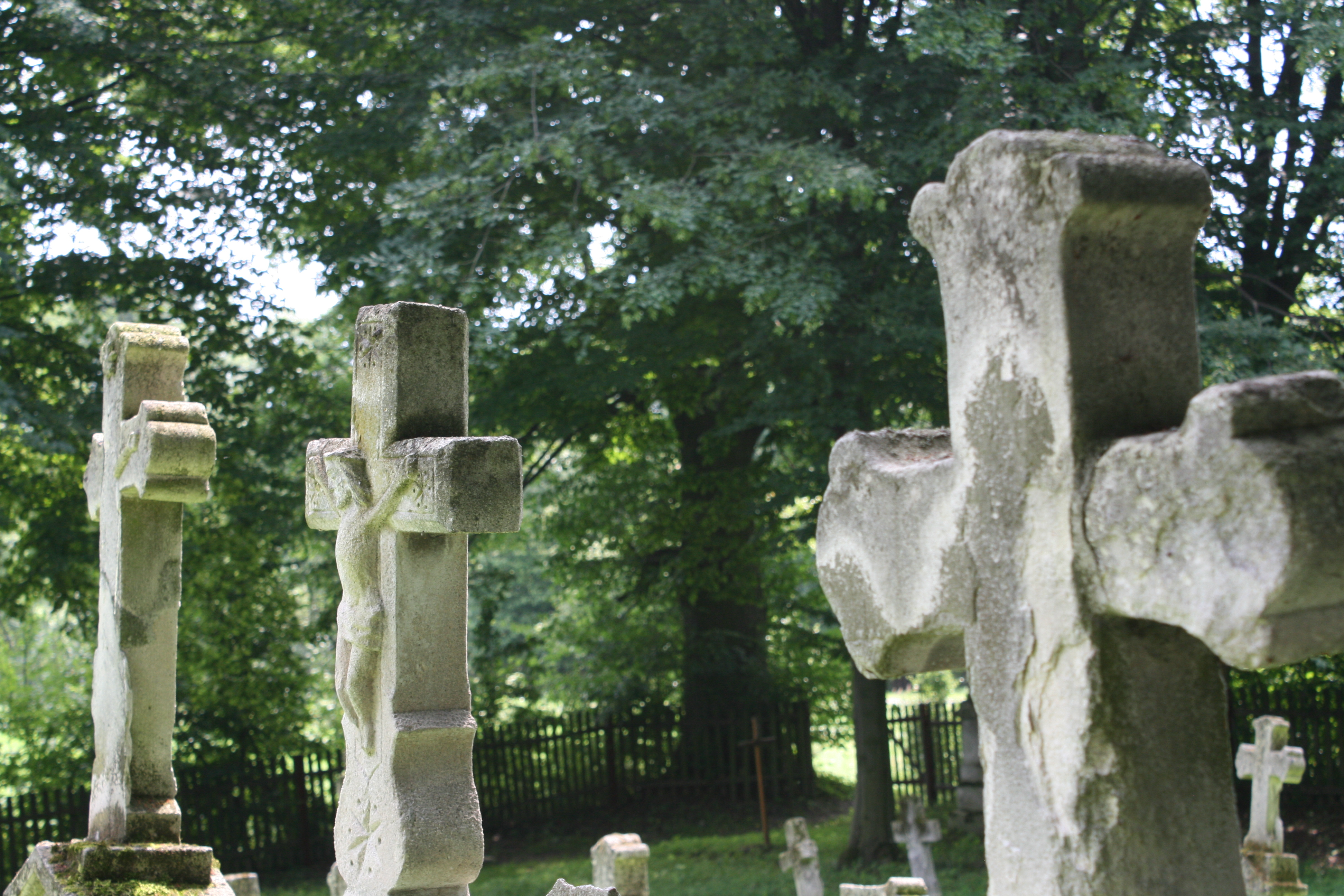
Цвинтар
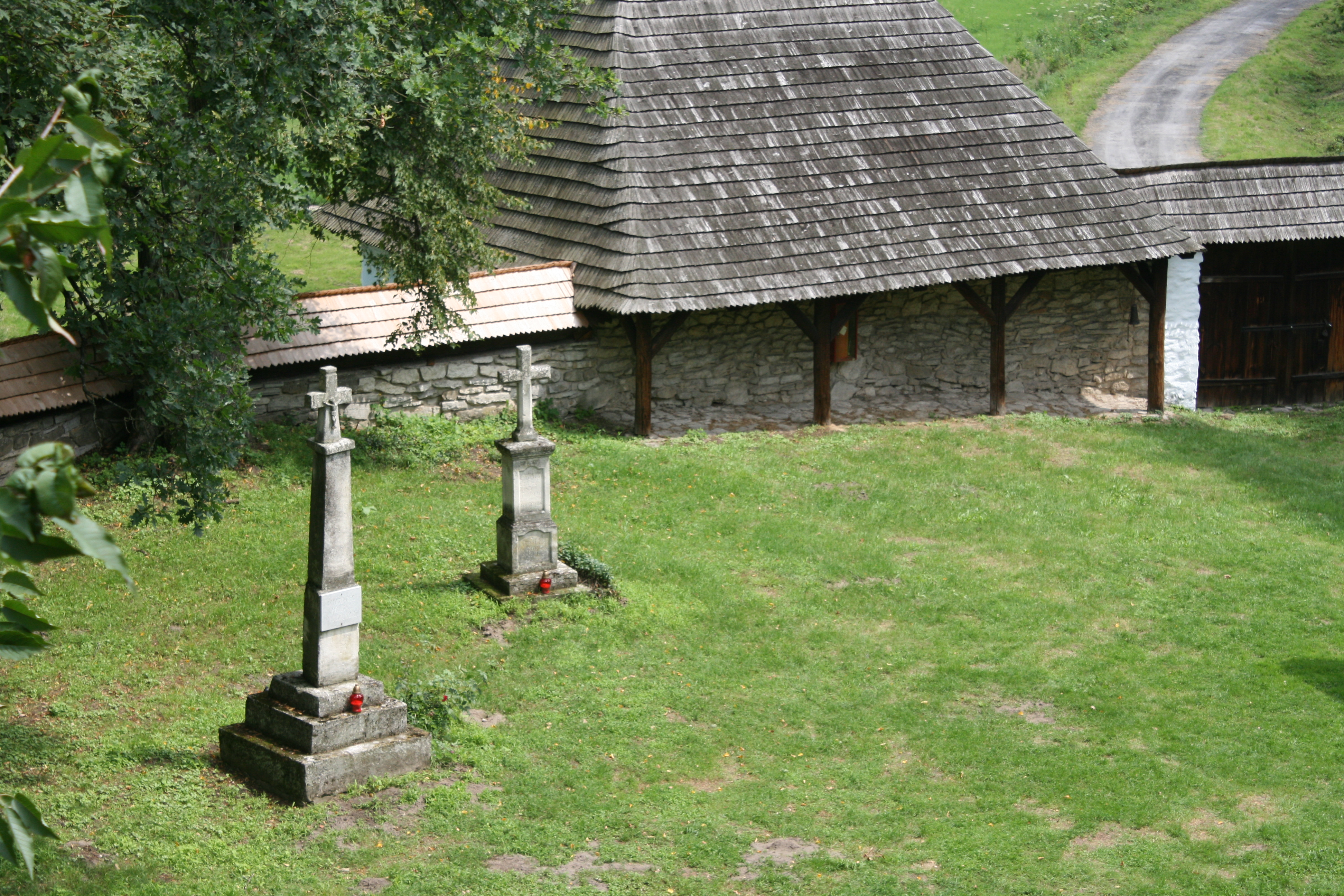
Огородження
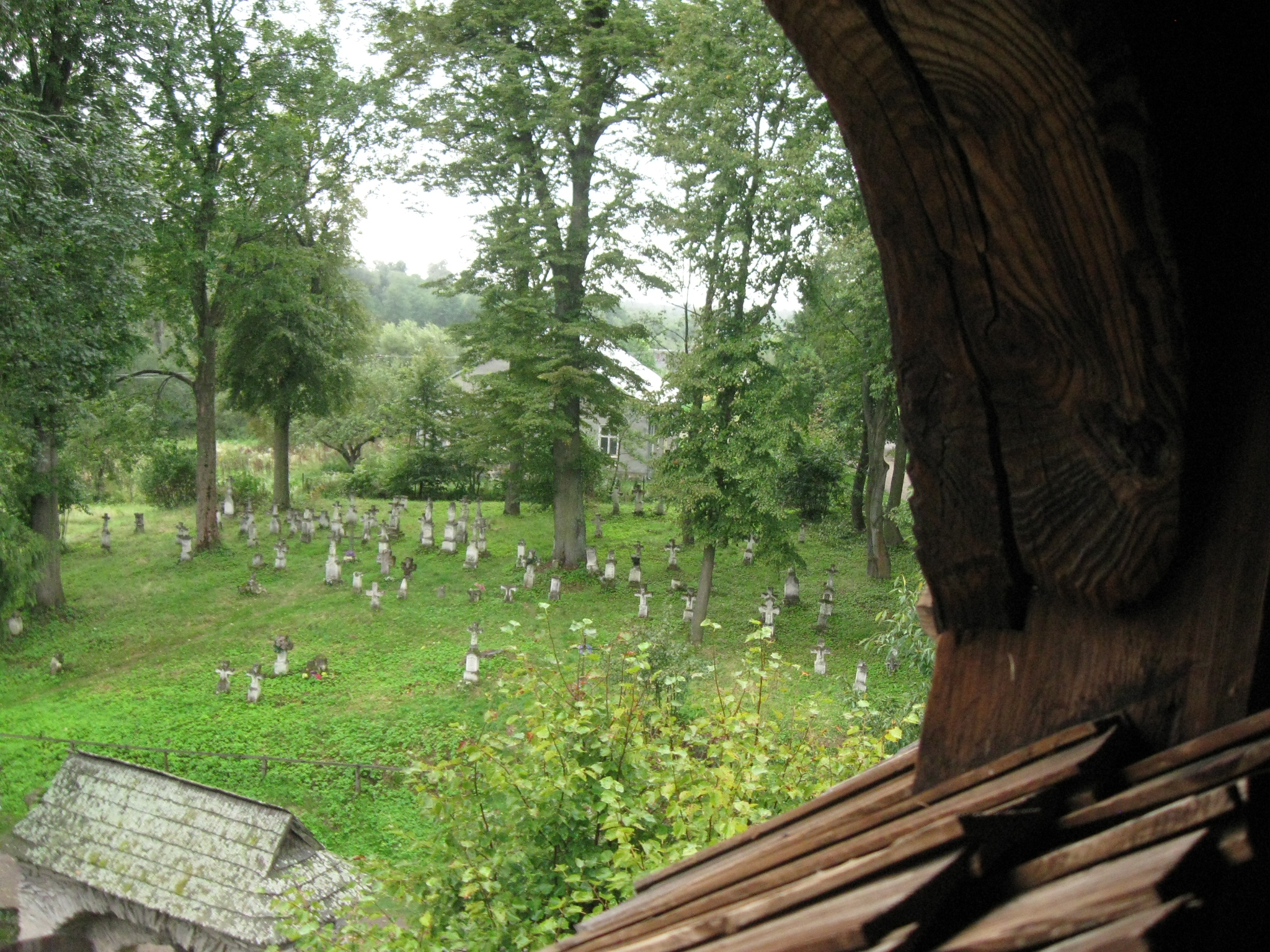
Цвинтар з дзвіниці